# Вестчестер (Флорида)
Вестчестер (енгл. Westchester) насељено је место без административног статуса у америчкој савезној држави Флорида.

## Демографија
По попису из 2010. године број становника је 29.862, што је 409 (-1,4%) становника мање него 2000. године.
| Група             | 2000.          | 2010.          |
| Белци             | 4.142 (13,7%)  | 2.404 (8,1%)   |
| Афроамериканци    | 186 (0,6%)     | 364 (1,2%)     |
| Азијати           | 154 (0,5%)     | 134 (0,4%)     |
| Хиспаноамериканци | 25.824 (85,3%) | 27.211 (91,1%) |
| Укупно            | 30.271         | 29.862         |